# Luis Eduardo Nieto Arteta
Luis Eduardo Nieto Arteta (Barranquilla, 9 de junio de 1913-10 de abril de 1956) fue un filósofo, sociólogo, historiador y abogado colombiano. Algunas de sus obras de mayor importancia se publicaron después de su muerte. Su libro Economía y Cultura en la Historia de Colombia marcó un hito en la historiografía colombiana, pues influyó enormemente en las posteriores investigaciones sobre el pasado nacional. Influyó además en el escenario político colombiano formando parte del partido Liberal como ideólogo, para la misma época en que militaba Jorge Eliécer Gaitán como presidente del Partido Unión Izquierdista Revolucionaria (UNIR).
Se le reconoce como uno de los intelectuales que introdujo el pensamiento moderno de la filosofía y el estudio de las Ciencias Sociales en el país y un defensor de lo que llamó la ontología social.

## Biografía

### Primeros años
Luis Eduardo Nieto Arteta, nació en Barranquilla el 9 de junio de 1913 y murió en la misma ciudad el 10 de abril de 1956. Sus padres fueron Ángel María Nieto Díaz y Herminia Arteta Molina, quienes se encargaron de brindarle una educación influida por la humanística, mientras realizó sus estudios en el Colegio San José en Barranquilla.

### Trayectoria académica
En el bachillerato, se denotó la inclinación de Luis Eduardo por la literatura y la filosofía. Su padre lo envió a la ciudad de Bogotá para que realizara sus estudios de Derecho en la Universidad Nacional de Colombia de la cual fue, además, profesor.

### Cargos públicos
En 1936 antes de recibir su título, el presidente Alfonso López Pumarejo  nombró a Nieto Arteta secretario cultural de la Embajada de Colombia en España, en la cual solo duró unos meses, debido a que la guerra civil estalló en julio de ese año. En 1937 se dedicó a realizar su tesis De Lombroso a Pende bajo la tutoría de Eduardo Zuleta Angel y sustentada ante Gerardo Molina, Germán Arciniegas y Juan Francisco Mujica. En esta tesis Nieto Arteta trabajó sobre la personalidad del delincuente y sobre el crimen como fenómeno social. Debido a lo anterior, logró graduarse con honores, que lo llevarían inmediatamente a desenvolverse en cargos diplomáticos que lo llevaron a viajar por diferentes partes del mundo incluyendo Estados Unidos, donde en 1945 fue parte de la delegación colombiana que participó en la fundación de la Organización de las Naciones Unidas. Sin embargo, Argentina tuvo un lugar especial debido a que allí encontró un “cuadro perfecto de inquietudes filosóficas”, durante sus tres años de estadía en dicho país (1949-1952).

### Años finales de vida
Los días finales de Nieto Arteta transcurrieron entre un profundo interés por temas filosóficos y sociales, los cuales desarrolló, sobre todo, en los últimos diez años de su vida. Debido a su destitución en 1952 como jefe del departamento comercial de la embajada de Colombia en Argentina, regresó al país para ser profesor en la facultad de Economía Industrial y Comercio en el Gimnasio Moderno de Bogotá y en la Universidad de los Andes. De vuelta en su natal Barranquilla, Nieto, a pesar de sus problemas económicos, se dedicó a organizar seminarios sobre filosofía del Derecho y a escribir para el periódico El Heraldo. Finalmente se suicidó en 1956, faltando pocos meses para cumplir 43 años.

## Pensamiento e ideas

### Influencia del marxismo
En 1931 cuando inició sus estudios profesionales, se encontró inmerso en agitaciones intelectuales que en ese momento fueron de suma importancia para lo que serían sus inclinaciones ideológicas. El contexto político de la época, que estimuló el surgimiento de movimientos intelectuales e ideológicos de izquierda a la luz del ascenso de los liberales al  poder, hizo que Nieto Arteta entrara en contacto con grupos socialistas, cuyos miembros más dogmáticos, incluyendo los de la II Internacional, lo marginaron por sus posiciones "revisionistas", pues tenía en cuenta la cultura social en relación con la economía en lo que llamó la psicología social, a través de la cual estudió conceptos como Cultura y Civilización. 
En este proceso, en medio de la revolución intelectual no tardó en apropiarse de los principios del marxismo (en ese momento en auge) y auspiciado por el régimen liberal, en ese entonces compuesto por personaje de la talla de Jorge Eliécer Gaitán, quien era el presidente de la UNIR (Unión Izquierdista Revolucionaria). En 1932 tras haber pasado solo un año de ingreso a la universidad, se unió a la Sociedad Jurídica, lo que le permitió escribir y publicar artículos en la Revista Jurídica, todos con el título de "Política socialista colombiana", donde planteaba la formación de un Estado socialista en Colombia. Para el año de 1933, Nieto junto a Diego Montaña Cuellar y otros estudiantes de la Facultad de Derecho en el claustro de Santa Clara iniciaron lo que se conocería como “la revolución del sapolín”, con la cual buscaban que se realizaran unas reformas en el reglamento interno de la Universidad Nacional y que se le diera una mayor representación en el Consejo Directivo. Nieto al no verse representado por el Partido  Liberal ni el UNIR, decidió entonces fundar el Grupo Marxista junto a intelectuales como Luis Cano, Darío Echandía, Germán Arciniegas y Gerardo Molina Ramírez. Esto le ayudaría no solo a entender el marxismo como objeto de lucha política sino herramienta para entender, estudiar y entender a la sociedad.

### Propuesta sobre una sociología americana
Nieto Arteta, a pesar de la influencia que recibió del pensamiento europeo, consideró que debía desarrollarse una Sociología americana, pues veía en los historiadores y pensadores latinoamericanos una tendencia a reproducir hechos históricos ocurridos en Europa para acomodarlos en los contextos americanos. En ese sentido, Nieto, que partó desde la validez universal del marxismo, consideró la posibilidad de un socialismo colombiano que tomara en cuenta las particularidades sociales, culturales e históricas del país. Colombia, entonces, se desenvolvía además en un contexto hispanoamericano que destacaba por sus características históricas particulares, por lo que la sociología, como ciencia social, podría explicar las particularidades que hacen único al continente americano. La sociología era concebida por Nieto Arteta como una herramienta para comprender a profundidad el campo en que destacaba la especifidad americana, la economía colonial.

### Pensamiento filosófico y jurídico
El trabajo más importante de Nieto Arteta en el terreno de lo filosófico es la Ontología de lo Social. En general, este pensador relaciona la filosofía con la historia, pues para él la filosofía guía al hombre en sus crisis históricas, ya que toda crisis histórica se manifiesta en la esfera filosófica. El filósofo es un hombre que vive en la historia. Intentó además superar el racionalismo de la filosofía moderna y el vitalismo voluntarista imperante a partir del siglo XX. Nieto Arteta encontró en la fenomenología la solución a estas dos corrientes. Así, los aportes de Nieto Arteta a la filosofía en Colombia son importantes, pues fue uno de los introductores de la fenomenología y la filosofía contemporánea en Colombia. 
En cuanto a su pensamiento jurídico, Nieto Arteta estableció en su tesis de grado de Lombroso a Pende las relaciones entre las teorías del criminalista italiano Cesare Lombroso y el médico Nicola Pende. Lombroso proponía, con base en las teorías raciales de Charles Darwin, que los delicunentes tenían características físicas particulares que los llevaban a cometer delitos. El libre albedrío entonces no existía, pues los sujetos estaban predestinados, por sus condiciones físicas, a la realización de actos criminales. Por otro lado, las propuestas de Pende, con base en sus investigaciones endocrinológicas, concluyó que las desviaciones psicológicas estaban determinadas por las características físicas del sujeto. Los postulados de Lombroso y Pende fueron criticados por Nieto Arteta, quien los consideró deterministas e incompletos, pues no tomaban en cuenta la influencia social sobre quienes cometían delitos. La influencia del penalista italiano Enrico Ferri fue fundamental en el trabajo de Nieto Arteta, quien tomó sus ideas como marco de interpretación. Consideró que las realidades biológicas y sociales estaban bien diferenciadas. Además, en la época en que Nieto Arteta escribió su trabajo, la atmósfera jurídica intelectual de la época promovió la enseñanza de las teorías positivas penales italianas, aunque el joven abogado destacó por un elemento no muy común en los demás, el marxismo. Posteriormente Nieto Arteta se alejaría de las posiciones defendidas en su tesis de grado.

## Economía y Cultura en la Historia de Colombia

### Antecedentes
Considerada como su obra más importante, el origen de la misma puede rastrearse hasta las clases que Nieto Arteta dio como profesor de derecho en la Universidad Nacional. La cátedra de Introducción a la Ciencia del Derecho y métodos del derecho positivo lo llevó a estudiar las transformaciones del derecho en el país desde la época de la colonia hasta 1936. Lo anterior hizo que Nieto Arteta entrara en contacto con la legislación indiana, los escritos de hombres como Santander, Nariño y Torres, los documentos de los pensadores liberales de 1850, los postulados de los ideólogos del Federalismo y la Regeneración. El material de sus clases, pensado para ser redactado y distribuido entre sus estudiantes, terminó siendo parte de publicaciones sobre la historia de Colombia, que aparecieron en 1938 en el periódico El Tiempo (Colombia), los cuales serían los primeros capítulos del libro. La redacción de Economía y Cultura tomó cuatro años.

### Estructura y contenido de la obra
La primera edición del libro estuvo compuesta por un prólogo, 22 capítulos, un apéndice y una sección bibliográfica que incluía solamente a autores latinoamericanos, dejando por fuera a autores europeos utilizados por Nieto Arteta como Karl Marx o Rosa Luxemburgo. A lo largo de los 22 capítulos se aborda un periodo que comienza con la llegada de los españoles al territorio colombiano hasta la regeneración, comenzando así por la economía colonial, la independencia, la formación del Estado y las reformas de mitad del siglo XIX. Gran parte del libro, casi la mitad, está dedicada al estudio de las reformas de mitad de siglo. La época colonial, por su parte, abarca solamente 20 páginas. Economía y cultura es, pues, una narración de las transformaciones económicas, que pasaron de feudales a modernas durante el siglo XIX.  En este libro Nieto Arteta consideró que la historia de Colombia se podía dividir en seis etapas: la colonia, la independencia, la restauración, la revolución económica (dada con las reformas de 1850), la organización nacional (dada con la regeneración) y la industrialización (dada con el surgimiento del capitalismo). Nieto tomó la estructura y organización analítica de su libro, de una obra del filósofo argentino José Ingenieros titulado La Evolución de las ideas argentinas, publicado en 1919. La cultura, por su parte, tiene un desarrollo muy difuso en el libro, asociandose con hábitos, creencias e ideologías.

### "La triste penuria intelectual que aqueja a las investigaciones históricas"
Hasta la publicación de Economía y Cultura en la Historia de Colombia, la escritura de la historia en el país había seguido el tono dirigido desde la Academia Colombiana de Historia, basada en la celebración de grandes hombres, como Simón Bolívar y Francisco de Paula Santander, protagonistas de las gestas de independencia, que además era concebida como el momento fundacional de la nación. La historia hasta ese momento había sido escrita con un marcado carácter político y militar. Muchos de los miembros de la Academia de Historia eran hombres que participaban en los asuntos de Estado y que además tenían entre sus ancestros a los prohombres sobre los cuales escribían. Ante este panorama, Nieto Arteta escribió en el prólogo de su obra que  
"Actualmente la ciencia histórica sufre en nuestra nación una muy grave crisis. Es evidente la triste penuria intelectual que aqueja a las investigaciones históricas. Se limitan ellas a la reproducción de unas cuantas afirmaciones triviales que no permitirían desentrañar la índole auténtica y necesaria del fluir incesante de la historia" 
Dado lo anterior, desde el nombre mismo de la obra se vislumbró una irrupción en la época, pues no se había tenido en cuenta la economía y la cultura en la escritura del pasado nacional. Así, desde el inicio del libro, Nieto Arteta consideró que el contenido de su obra era original, pues marcaba una ruptura con la manera en que se escribía la historia hasta ese momento, aunque manteniendo contacto con lo que él pensó como "sociólogos y economistas del siglo pasado". En ese sentido, Nieto Arteta establece en el prólogo una superación de lo que consideró como el positivismo imperante en la época, pues considera que su trabajo es la continuación de las investigaciones de intelectuales como Miguel Samper, Rafael Núñez, José María Samper, Antonio Nariño, Salvador Camacho Roldán, entre otros.       

### Las instituciones coloniales y la importancia del año 1850
Nieto Arteta consideró en su libro que con la independencia no hubo una ruptura de la naciente república con las instituciones coloniales españolas, sino que hubo una continuidad institucional que se expresó en la regulación colonial de impuestos y la existencia de organizaciones de como la mita y la encomienda, lo que impidió el desarrollo de una economía capitalista en el país. El año 1850 significó el punto de quiebre que dio inicio a un nuevo período en el país, pues las reformas hechas por el gobierno liberal habrían iniciado una revolución de carácter burgués en Colombia. Así, según su interpretación de los hechos políticos y sociales, los comerciantes ligados al partido liberal se habrían enfrentado a los terratenientes, cercanos al partido conservador. Las reformas de aquél año fueron la abolición del monopolio del tabaco y algunos diezmos de la colonia, el cese de la esclavitud y la organización de artesanos en la sociedad democrática en lo que sería el nacimiento de un "proletariado industrial". A partir de lo anterior, Nieto Arteta consideró que hubo una pugna entre la incipiente economía capitalista y las estructuras agrarias heredadas de la colonia. Los problemas sociales que tenía el país, a la luz de lo propuesto por Nieto Arteta se debía entonces no solo a las condiciones políticas, basadas en los personalismos y los caudillos, sino a la crisis que provocó la eliminación del sistema colonial, que persistía hasta la época.

### Propuestas metodológicas de la obra
Por la influencia del marxismo, Nieto Arteta tomó como base analítica del libro la Dialéctica de Marx. En ese sentido, Nieto Arteta interpretó los hechos que analizó desde una perspectiva marxista que privilegió la economía. En cuanto a las fuentes utilizadas por Nieto Arteta, no partieron de un exhaustivo trabajo de archivo, sino de documentos de fácil acceso, pues lo que buscaba era darles una interpretación distinta a la que hasta el momento se les había dado. En el libro se usaron, entonces, las relaciones de mando de los virreyes, las constituciones y las memorias de hacienda de quienes habían participado en las reformas de mitad de siglo, entre quienes se encontraban Salvador Camacho Roldán, Rafael Núñez y Aníbal Galindo, cuya obra Apuntamientos para la historia económica y fiscal del país del año 1874 sirvió como marco interpretativo y del cual Nieto Arteta extrajo las memorias de hacienda. Así, el contacto con el mundo colonial que muestra Nieto Arteta en el libro, proviene de los liberales del siglo XIX. Nieto Arteta, además, en el prólogo de su obra señaló que la originalidad de la misma se daba por la manera en que trataba los hechos históricos, pues los consideraba como realidades individuales y únicas, las cuales, si se captaban sistemáticamente para darles un sentido, podían señalar el curso de la economía de un país. Por lo anterior, Nieto consideró que se alejaba de los positivistas, quienes consideraban los hechos sociales y culturales como realidades materiales.  

## Recepción e influencia
Las publicaciones de Nieto Arteta fueron bien recibidas en la comunidad académica e intelectual de la época. La defensa de su tesis de grado, por ejemplo, apareció como un hecho académico de importancia en varios periódicos como El Tiempo. Sus escritos filosóficos y jurídicos también fueron bien recibidos, a través de revistas y periódicos, por la comunidad académica. En la actualidad Nieto Arteta es un referente de la lntroducción de la filosofía en el país y sus escritos todavía son objeto de estudio y debate.  
Por otra parte,  libro más importante de Nieto Arteta, Economía y Cultura en la Historia de Colombia fue, desde el momento de su publicación un acontecimiento que impactó en diversos sectores intelectuales. Así, por ejemplo, Alberto Lleras recomendó el libro en un escrito para el periódico El Liberal, como indispensable para profesores y estudiantes universitarios. La Revista Javeriana, de la universidad homónima, también celebró la publicación del libro, considerándolo como un aporte a la sociología colombiana, aunque criticando su marco de interpretación marxista. La reseña más completa la hizo Jaime Jaramillo Uribe, quien escribía para la revista Educación, de la Escuela Normal Superior. Jaramillo consideró que Nieto Arteta había acertado en usar una interpretación marxista para estudiar el pasado nacional, pero que los esquemas utilizados eran simplistas y no contemplaban todo el espectro de la economía nacional, aun así, la consideró como una de las obras de historia nacional más importantes.   
La influencia de Nieto Arteta se da, con la escritura de Economía y Cultura, por su propuesta metodológica y las posibilidades que el libro dejó a futuro, pues estableció campos de investigación, sobre todo en el prólogo, que fueron efectivamente desarrollados. Asimismo Nieto Arteta con su énfasis en las reformas de mitad del siglo XIX, cambió la manera de entender el pasado colonial y republicano, concebido por el escritor como una continuidad que finalmente pudo ser superada mucho tiempo después de la independencia.   

## Algunas de sus obras
- El hombre, la vida, la cultura y el derecho (1941)
- Economía y Cultura en la Historia de Colombia (1942)
- Ontología de los social (1954)
- Desarrollo histórico de la cultura nacional (1978, Póstumo)
- El café en la sociedad colombiana (1956 póstumo)
- Lógica y ontología (1960 póstumo, terminado en 1948).